# Ascoli Piceno
Ascoli Piceno (latinsko Asculum) je mesto in občina v italijanski deželi Marke, Italija. Je prestolnica istoimenske pokrajine, po podatkih iz leta 2020 pa v njem živi 46.846 prebivalcev, širše mestno območje pa 93.000.

## Geografija
Mesto leži ob sotočju reke Tronto in reke Castellano in je s treh strani obdano z gorami. Na mesto mejita dva naravna parka, eden na severozahodnem boku (Parco Nazionale dei Monti Sibillini) in drugi na južnem (Parco Nazionale dei Monti della Laga).
Ascoli ima dobre železniške povezave z jadransko obalo in mestom San Benedetto del Tronto, po avtocesti do Porto d'Ascoli in po italijanski nacionalni cesti 4 Salaria do Rima.

## Upravna delitev
Občina je razdeljena na naslednje frazioni:
Bivio Giustimana, Campolungo-villa sant'Antonio, Caprignano, Carpineto, Casa circondariale, Casalena, Casamurana, Case di Cioccio, Casette, Castel di Lama stazione, Castel Trosino, Cervara, Colle, Colle san Marco, Colloto, Colonna, Colonnata, Faiano, Funti, Giustimana, Il Palazzo, Lago, Lisciano, Lisciano di Colloto, Montadamo, Morignano, Mozzano, Oleificio Panichi, Palombare, Pedana, Piagge, Pianaccerro, Poggio di Bretta, Polesio, Ponte Pedana, Porchiano, Rosara, San Pietro, Santa Maria a Corte, Talvacchia, Taverna di mezzo, Trivigliano-villa Pagani, Tronzano, Valle Fiorana, Valle Senzana, Valli, Vena piccola, Venagrande, Villa S. Antonio.

## Zgodovina
Ascoli je ustanovilo italsko ljudstvo Piceni nekaj stoletij pred ustanovitvijo Rima na pomembni Via Salaria (solni cesti), ki je povezovala Lacij z območji proizvodnje soli na jadranski obali. Leta 268 pred našim štetjem je postalo civitas foederata, 'federativno' mesto z nominalno neodvisnostjo od Rima. Leta 91 pr. n. št. se je skupaj z drugimi mesti v osrednji Italiji uprla Rimu, leta 89 pr. n. št. ga je ponovno osvojil in uničil Pompej Strabon v bitki pri Askulu. Prebivalci so po vojni pridobili rimsko državljanstvo.
V srednjem veku so Ascoli opustošili Ostrogoti in nato leta 578 Langobardi kralja Faroalda I.. Po skoraj dveh stoletjih kot del langobardske Vojvodine Spoleto (593–789) so Ascolu vladali Franki prek svojih vikarjev, a so nazadnje vpliv in oblast nad mestom pridobili škofje.
Leta 1189 je bila ustanovljena svobodna republiška občina, vendar so notranji spori dramatično pripeljali do propada državljanskih vrednot in svobode ter do nesrečnih podvigov proti sosednjim sovražnikom. Ta nestabilna situacija je odprla pot tujim diktaturam, kot so bile Galeotto I. Malatesta (14. stoletje), ki je bil najprej rekrutiran kot kondotjer (condottiero) v vojni proti Fermu, in Francesco Sforza. Sforza je bil odstavljen leta 1482, vendar je bil Ascoli ponovno prisiljen podrediti se papeški vrhovni oblast. 
Leta 1860 je bil skupaj z Marke in Umbrijo priključen v novo združeno Kraljevino Italijo.

## Znamenitosti
Številne stavbe v osrednjem zgodovinskem delu mesta so zgrajene iz kamna imenovanega travertin, kamna sive barve, pridobljenega iz okoliških gora. Njegov osrednji renesančni trg, Piazza del Popolo (Ljudski trg), je obdan s številnimi stavbami iz tega kamna, ki zdaj pogosto gosti tržnico na prostem. Glede na položaj Sonca in Lune se njegova barva nenehno spreminja. Nekaj ulic stran je Piazza Arringo ali piazza dell'Arengo, upravno in versko središče mesta, obkroženo s stolnico, krstilnico, škofovsko rezidenco in palačo komune. Po tradicionalnih pripovedih je imel v srednjem veku Ascoli Piceno nekoč okoli dvesto stolpov: danes jih je še bolj očitno vidnih kakih petdeset.
Glavne znamenitosti vključujejo:

### Cerkve in samostani
- Stolnica sv. Emidia, posvečena svetemu Emidiju, hrani oltarno sliko Carla Crivellija.
- Tempietto di Sant'Emidio alle Grotte
- Tempietto di Sant'Emidio Rosso
- Cerkev sv. Frančiška: cerkev v gotskem slogu se je začela graditi leta 1258. Kupola je bila dokončana leta 1549. V stranskem portalu je spomenik papežu Juliju II., osrednji portal pa je eden najlepših primerov lokalne travertinske dekoracije. Ob cerkvi je Loggia dei Mercanti iz 16. stoletja v bramanteskem slogu rimske visoke renesanse.
- Samostan San Francesco: poleg zgoraj imenovane cerkve, sta danes ostala dva omembe vredna samostana. Nekoč je bilo prestižno kulturno središče, katerega študent je bil papež Sikst V.
- Sant'Agostino: cerkev iz 14. stoletja, prvotno zgrajena z eno ladjo, je bila v poznem 15. stoletju razširjena z dvema ladjama. Pravokotna fasada ima portal iz leta 1547, podoben portalu sv. Emidia. V samostanu so mestna knjižnica, galerija sodobne umetnosti in avditorij.
- San Cristoforo je katoliška baročna cerkev, ki stoji v zgodovinskem središču mesta.
- San Domenico: nekdanji samostan, zdaj šola, ima renesančni samostan s freskami iz 17. stoletja.
- Santa Maria Inter Vineas: cerkev iz 13. stoletja
- San Pietro Martire: cerkev iz 13. stoletja s stranskim portalom iz leta 1523 avtorja Nicole Filotesio, lokalno znane kot Cola d'Amatrice. Notranjost vsebuje dragoceni relikviarij svetega trna, darilo Filipa IV.
- San Tommaso: cerkev iz leta 1069 v romanskem slogu, zgrajena iz spolij iz sosednjega rimskega amfiteatra.
- San Vittore: romanska cerkev iz leta 996 z nizkim zvonikom.
- Edicola di Morelli: monumentalna baročna niša, pritrjena na zunanjost cerkve sv. Frančiška na Piazza del Popolo. V niši je bila spoštovana podoba Madone, ki jo je domnevno oblikoval Lazzaro Morelli, učenec Gianlorenza Berninija.

### Posvetna arhitektura
- Palazzo dei Capitani del Popolo (Palača ljudskih kapitanov). Zgrajena v 13. stoletju, ki je povezovala tri že obstoječe stavbe in je bila sedež podeštata, ljudskih kapitanov in pozneje papeških guvernerjev. V 15. stoletju je bila južna stran povečana, na zadnji strani pa je bila leta 1520 dodana manieristična fasada. Leta 1535 so ga generalno prenovili, leta 1549 pa je bil dozidan nov portal s spomenikom papeža Pavla III.
- Palazzo dell'Arengo v bližini stolnice
- Palazzo Malaspina: palača na Corso Mezzini, prejšnja stavba iz 14. stoletja, rekonstruirana v 16. stoletju po načrtih, ki so jih pripisali arhitektu Coli dell'Amatriceju.
- Rimski most Solestà
- Porta Gemina (Dvojna vrata): starorimska vrata iz 1. stoletja pr. n. št., skozi katera je v mesto vstopila Via Salaria. V bližini so ruševine antičnega gledališča. Imela so dva prehoda, vsak je bil visok 5,70 metra in širok 2,95 metra.
- Porta Tufilla, stolpu podobna vrata, zgrajena v letih 1552–55. Priložen je Ponte Tufillo, srednjeveški most, zgrajen leta 1097 čez reko Tronto.
- Ponte di Cecco (most Cecco), čez Castellano, za katerega je bilo nedavno ugotovljeno, da je rimskega republikanskega izvora.
- Ponte Maggiore (Veliki most), srednjeveškega izvora
- Lombardska palača in stolp Ercolani (11. – 12. stoletja)
- Loggia dei Mercanti: portik iz 16. stoletja, prizidan cerkvi sv. Frančiška. Naročil ga je mestni ceh trgovcev z volno in končal leta 1513.
- Fortezza Pia, trdnjava, ki je poveljevala mestu, ki jo je leta 1560 obnovil papež Pij IV (od tod tudi ime).
- Trdnjava Malatesta, na mestu, ki so ga verjetno zasedale rimske terme. Obnovil ga je Galeotto I. Malatesta, gospodar Riminija, med vojno proti Fermu. Konstrukcijo, ki je bila do leta 1978 uporabljena kot zapor, je leta 1543 razširil Antonio da Sangallo mlajši.
- Grotte dell'Annunziata (Grote Marijinega oznanjenja), velik portik z nišami iz 2.–1. stoletja pr. n. št., katerih prvotna funkcija ni znana (predvideva se, da bi lahko bile vojašnice ali bivališča za sužnje ali pa utrjena palača[2])

V Castel Trosinu, nedaleč od mesta, je bila leta 1893 najdena redka langobardska nekropola iz 6. stoletja.

## Gospodarstvo
Nedavna industrializacija je v Ascoli prinesla več italijanskih in multinacionalnih podjetij (YKK, Manuli, Pfizer, Barilla), vendar večino gospodarstva sestavljajo mala in srednje velika podjetja ter tista, ki nudijo strokovne storitve na tem območju. Še vedno je pomembno kmetijstvo (pšenica, olive, sadje).

## Kultura in šport
Glavni praznik je prvo nedeljo v avgustu. Zgodovinska procesija z več kot 1500 ljudmi, oblečenimi v renesančne kostume, poteka v čast svetega Emidija, zaščitnika mesta. Po procesiji sledi turnir, imenovan Quintana, na katerem šest vitezov, ki tekmujejo za eno od šestih sosesk v mestu, vozijo drug za drugim po progi in poskušajo zadeti podobo arabskega bojevnika. Moč in sposobnost sta potrebni, da vitez osvoji palio ali glavno nagrado.
Reka Castellano je poleti kraj za kopanje in rekreacijo.
Ascoli Calcio, ustanovljen leta 1898, je glavno nogometno moštvo v mestu. Je ena najstarejših ekip v Italiji in je 16 let igrala v Serie A.

## Gastronomija
Olive all'ascolana je italijanska predjed iz ocvrtih oliv, polnjenih z mesom, ki izvira iz tega kraja.
Olive all'ascolana so prvič ustvarili v mestu Ascoli Piceno v regiji Marke v Italiji okoli leta 1800. Jed so ustvarili zasebni kuharji, da bi uporabili ostanke mesa po zabavah ali praznovanjih na bogatih posestvih. Jed postrežejo kot predjed v barih z aperitivi. Postrežejo jo tudi na festivalih v papirnatih stožcih. Leta 2015 je imenovana Mimi Sheraton to jed predstavila v svoji knjigi 1000 živil, ki jih je treba jesti, preden umreš.

## Mednarodne povezave
Ascoli Piceno je pobraten z:
- Trier, Nemčija, od 1958
- Massy, Essonne, Francija, od 1997
- Banská Bystrica, Slovaška, od 1998